# Phasia emdeni
Phasia emdeni là một loài ruồi trong họ Tachinidae.